# Попова, Наталья Николаевна
Ната́лья Никола́евна Попо́ва (род. 1981 года, Саратов, СССР) — российская пловчиха — паралимпиец. Бронзовый призёр летних Паралимпийских игр, чемпионка Европы, мастер  России международного класса по плаванию среди спортсменов с поражением опорно-двигательного аппарата. С сентября 1993г. воспитанница Саратовской ДЮСОШИ "Спартак".
В настоящее время ушла из большого спорта, работает с инвалидами, помогая им найти силы поверить в себя. Наталья вместе с мужем воспитывает сына.

## Награды
- Медаль ордена «За заслуги перед Отечеством» II степени (6 апреля 2002 года) — за большой вклад в развитие физической культуры и спорта, высокие спортивные достижения на XI Паралимпийских играх 2000 года в Сиднее (Австралия).[2]
- Мастер спорта России международного класса (2000).